# USS Texas (1892)
USS Texas byla barbetová obrněná loď námořnictva Spojených států, která byla v USA klasifikována jako bitevní loď druhé třídy. Byla to první americká válečná loď pojmenována na počest státu Texas. Účastnila se Španělsko-americké války v roce 1898. V aktivní službě pak byla až do roku 1911, kdy byla potopena jako cvičný cíl.

## Stavba

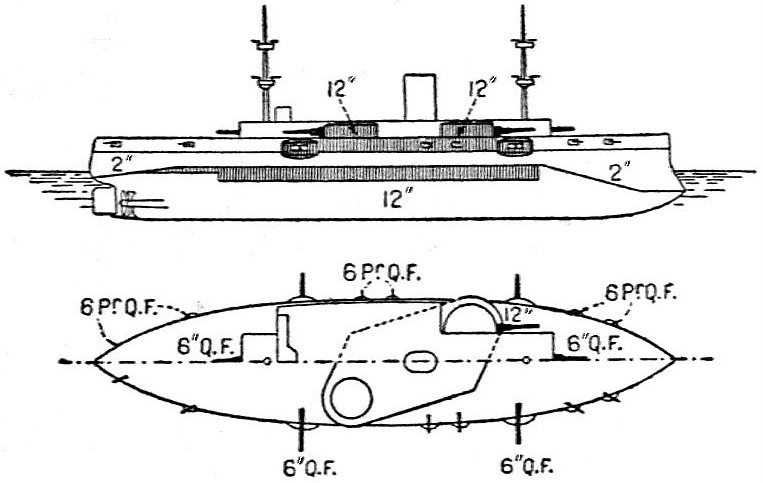
Základní uspořádání plavidla

Plavidlo navrhla britská loděnice Barrow Shipbuilding Co. Loď byla postavena v loděnici Norfolk Navy Yard v Portsmouthu ve státě Virginie. Kýl byl založen 1. června 1889, dne 28. června 1892 byl trup spuštěn na vodu a do služby loď vstoupila 15. srpna 1895.

## Konstrukce

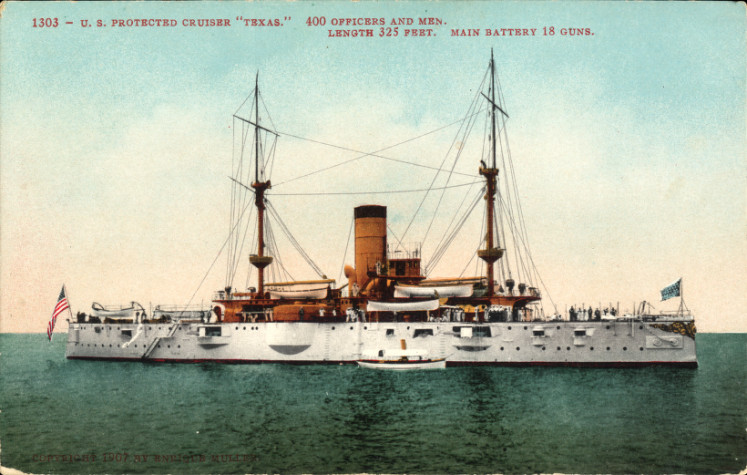
Texas na dobové pohlednici

Hlavní výzbroj lodi byla umístěna v barbetě uprostřed lodi, přičemž na každém boku bylo jedno 305mm dělo. Sekundární výzbroj tvořilo šest 152mm kanónů, které doplňoval stejný počet 37mm kanónů a dva 356mm torpédomety. Pohonný systém tvořily čtyři kotle dodávající páru dvěma parním strojům o výkonu 8600 ihp, pohánějícím dva lodní šrouby. Nejvyšší rychlost dosahovala 17 uzlů.

## Operační nasazení

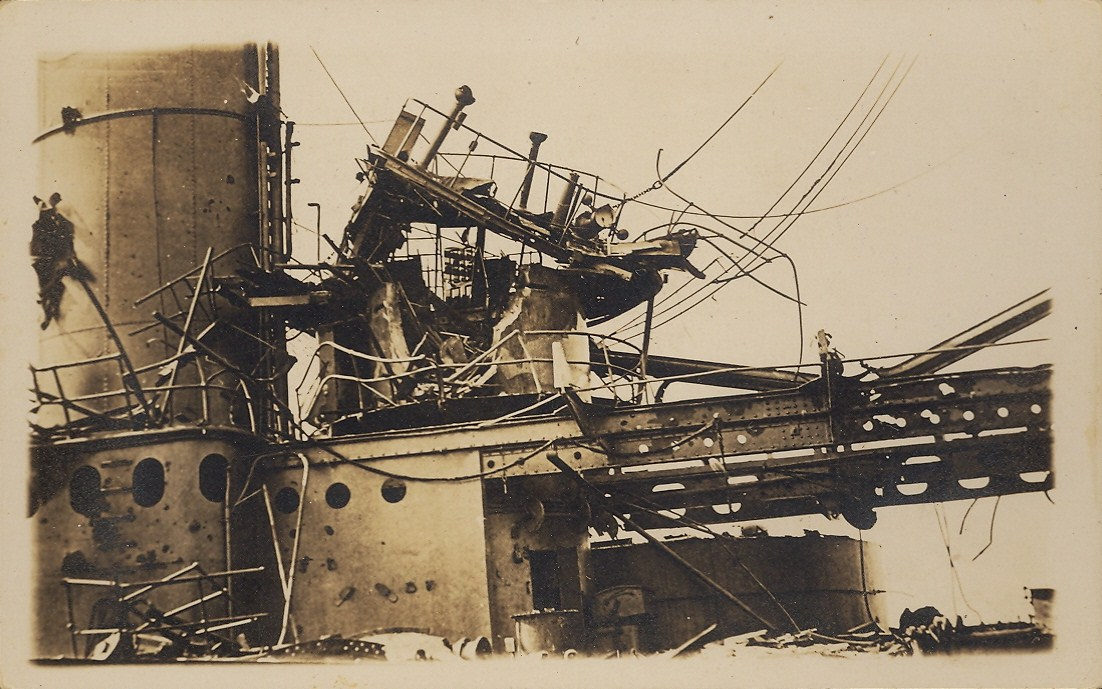
Poškození obrněné lodě Texas při cvičných střelbách v roce 1911

Texas byl nasazen ve Španělsko-americké válce v roce 1898. Nejprve se podílel na blokádě španělských válečných lodí v přístavu Santiago de Cuba. Dne 3. července 1898 se účastnil bitvy u Santiago de Cuba, ve které byla při pokusu o průlom blokády zničena španělská eskadra složená z pancéřových křižníků Infanta Maria Teresa, Vizcaya, Cristóbal Colón a Almirante Oquendo a torpédoborců Pluton a Furor.
Po válce Texas působil v západním Atlantiku. V únoru roku 1911 byl vyřazen ze služby. Dne 16. února 1911 byl přejmenován na San Marcos a 11. března 1911 byl v Chesapeakské zátoce potopen jako cvičný cíl.